# Кейробаллиста

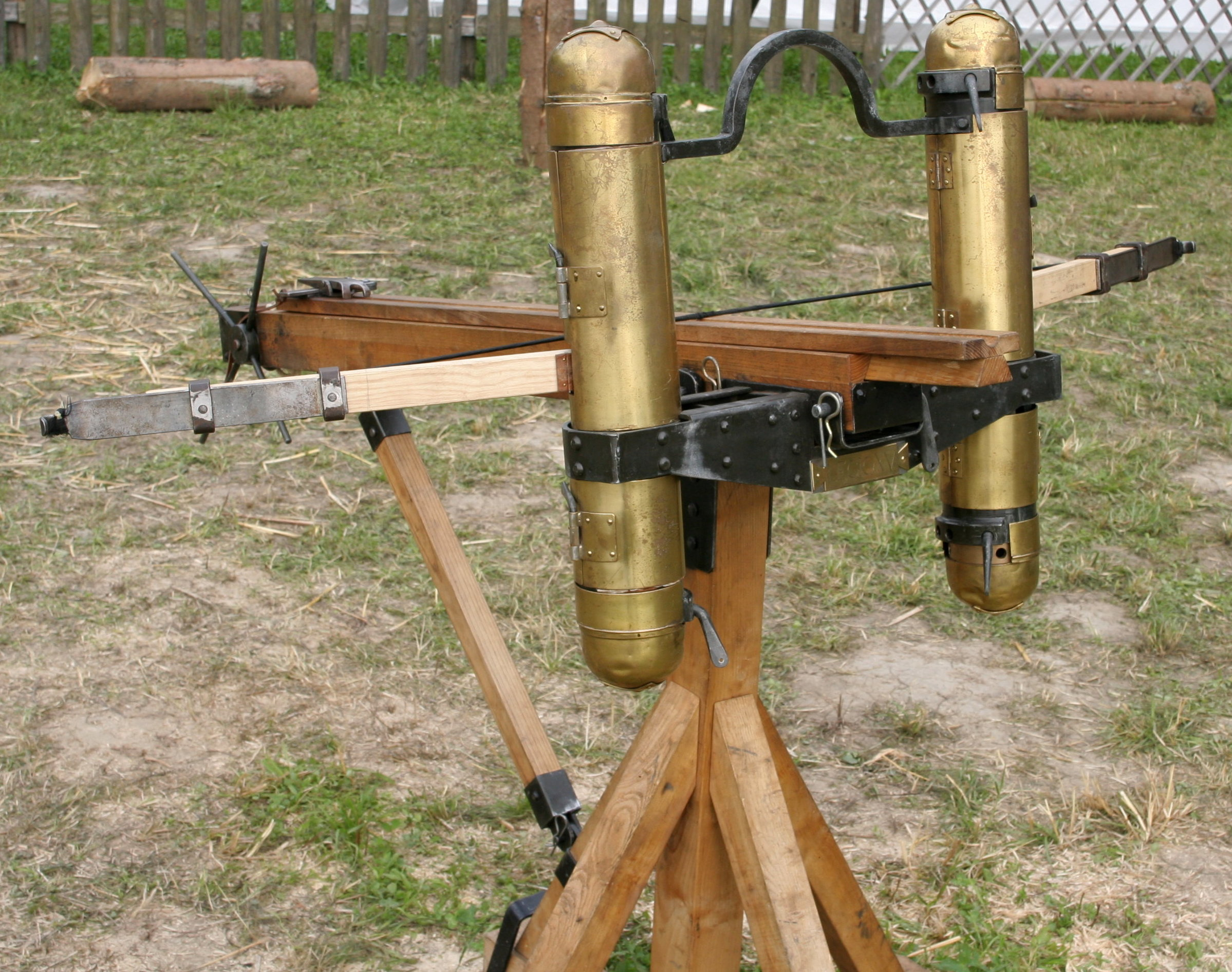
Современная реконструкция кейробаллисты

Кейробаллиста, хейробаллистра или хиробаллистра (греч. χειροβαλλίστρα; дословно — «ручная баллиста») — поздний вариант баллисты, состоявший на вооружении древнеримской армии эпохи империи. Этот вид метательных машин появился примерно в I веке нашей эры и широко применялся римлянами как в ходе осадных действий, так и в полевых сражениях.

## Описание

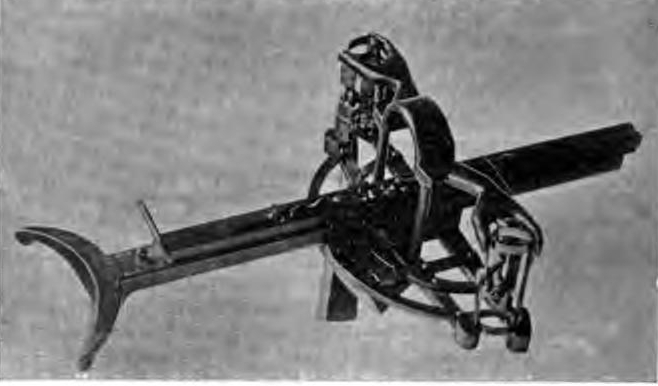
Современная реконструкция возможного внешнего вида кейробаллисты

Кейробаллиста пришла на замену скорпиону и считалась самой совершенной машиной для метания стрел из всей техники, которой когда-либо обладали римские легионы. Её появление на вооружении римской пехоты состоялось примерно в 100 году н. э. Основным новшеством по сравнению со скорпионом стала замена деревянной рамы на цельнометаллическую (бронзовую или стальную), что дало возможность шире разводить пусковые рычаги и значительно увеличило энергию выстрела. Ещё одним нововведением стали прицельные приспособления в виде небольшой арки над рамой. В дополнение к этому, торсионные узлы кейробаллисты были помещены в специальные полые цилиндры, что дало им защиту от влаги и позволило вести огонь в дождливую погоду без заметного падения мощности. Передняя часть рамы кейробаллисты оснащалась двумя колёсами для маневрирования на поле боя.
Дальнобойность античных кейробаллист достигала 305 метров. Для ведения огня предназначались болты длиной около 40 сантиметров. Современные испытания реконструированной кейробаллисты продемонстрировали очень высокую точность стрельбы.
В IV веке получил распространение термин манубаллиста, которым обозначались небольшие стреломётные машины, конструктивно схожие с кейробаллистами.

## След в истории

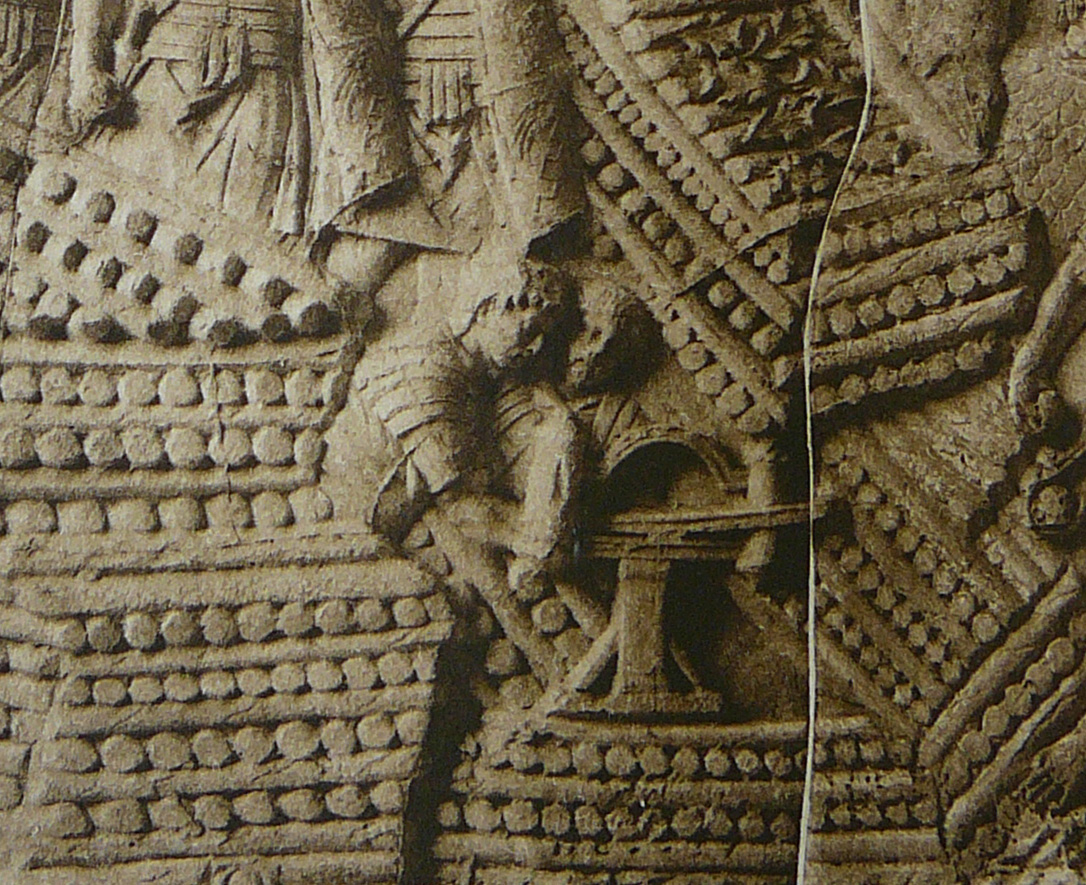
Изображение кейробаллисты на колонне Траяна

Происхождение названия связывают с неясным и малопонятным древнегреческим текстом, который озаглавлен «Конструкция и размеры кейробаллисты Герона». Его точная датировка затруднительна и, скорее всего, он не имеет никакого отношения к древнегреческому математику Герону Александрийскому. В связи с этим его автора современные историки часто именуют псевдо-Героном. В своём сочинении он перечисляет деталировку машины с указанием названия, числа и размерностей её элементов. Несмотря на то, что назначение каждого узла достаточно легко угадывается, общая конструкция кейробаллисты все ещё вызывает некоторые дискуссии.
Тем не менее археологические исследования обнаруживают среди исторических находок сравнительно большое количество деталей кейробаллист и их болтов. Кроме этого, кейробаллисты фигурируют на многих дошедших до нас художественных изображениях. Например, на колонне Траяна можно увидеть три сцены с крупными кейробаллистами, которые используются в качестве оборонительного вооружения укреплённых пунктов. Ещё две сцены демонстрируют транспортировку кейробаллисты на телеге. Факт использования мулов для переброски кейробаллист также отмечен в работах древнеримского автора Вегеция. В одном из древнеримских орнаментов кейробаллиста фигурирует в юмористическом смысле как оружие Купидона, который применяет его, чтобы поразить особенно желанную и сложную цель.